# Annette Messager

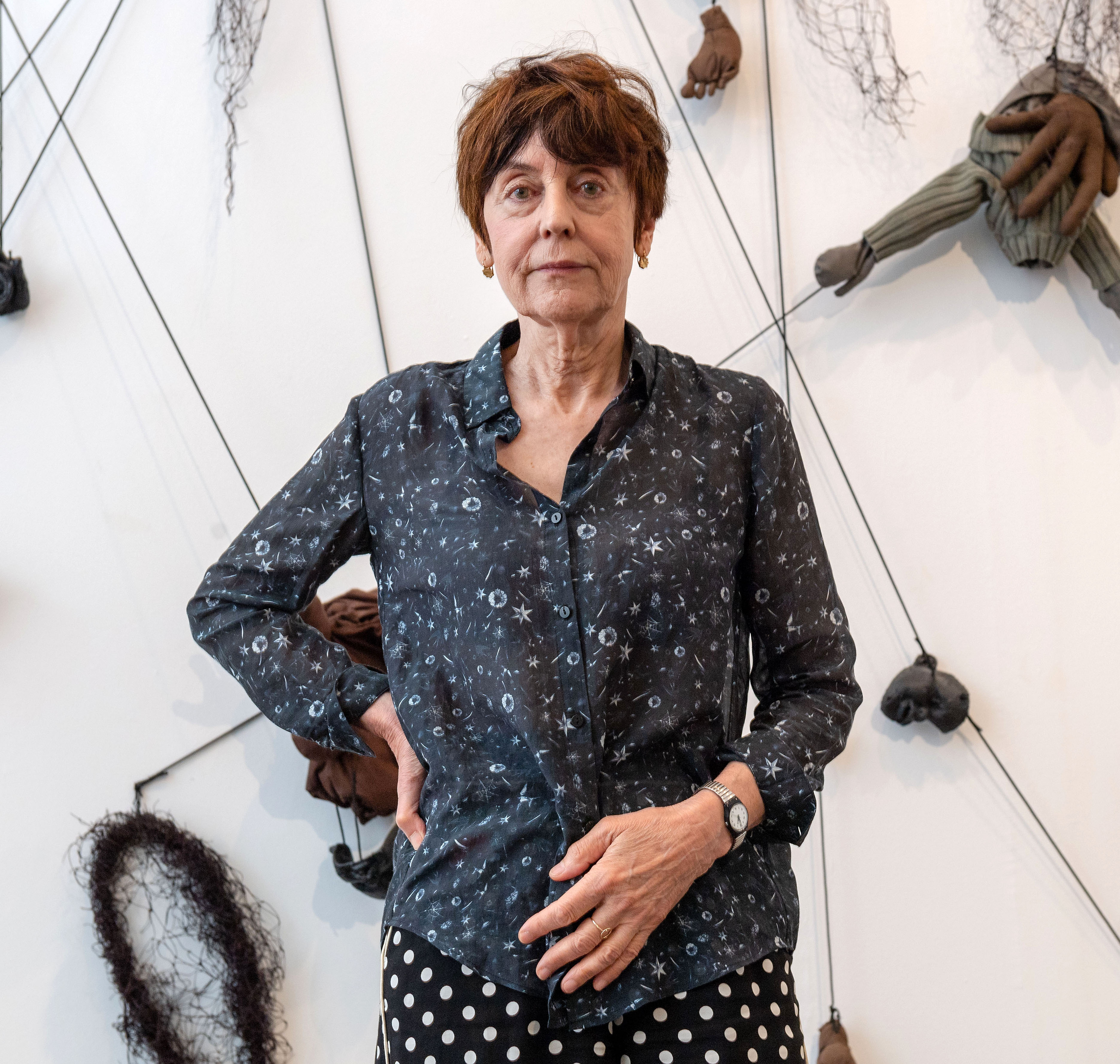
Annette Messager iw 2018 roku podczas prezentacji swojej wystawy w IVAM

Annette Messager (ur. 30 listopada 1943 w Berck) – francuska artystka.
Studiowała w École nationale supérieure des arts décoratifs w Paryżu, debiutowała w 1970 roku pracą Collections.
Zajmuje się tworzeniem instalacji, w swojej twórczości wykorzystuje również fotografię, haft, malarstwo. Reprezentowała Francję na 51. Międzynarodowej Wystawie Sztuki w Wenecji w 2005 roku, za pokazaną instalację Casino otrzymała nagrodę Złotego Lwa. We wrześniu 2010 roku została otwarta jej największa indywidualna wystawa w Zachęcie Narodowej Galerii Sztuki w Warszawie.